# 63e Grammy Awards

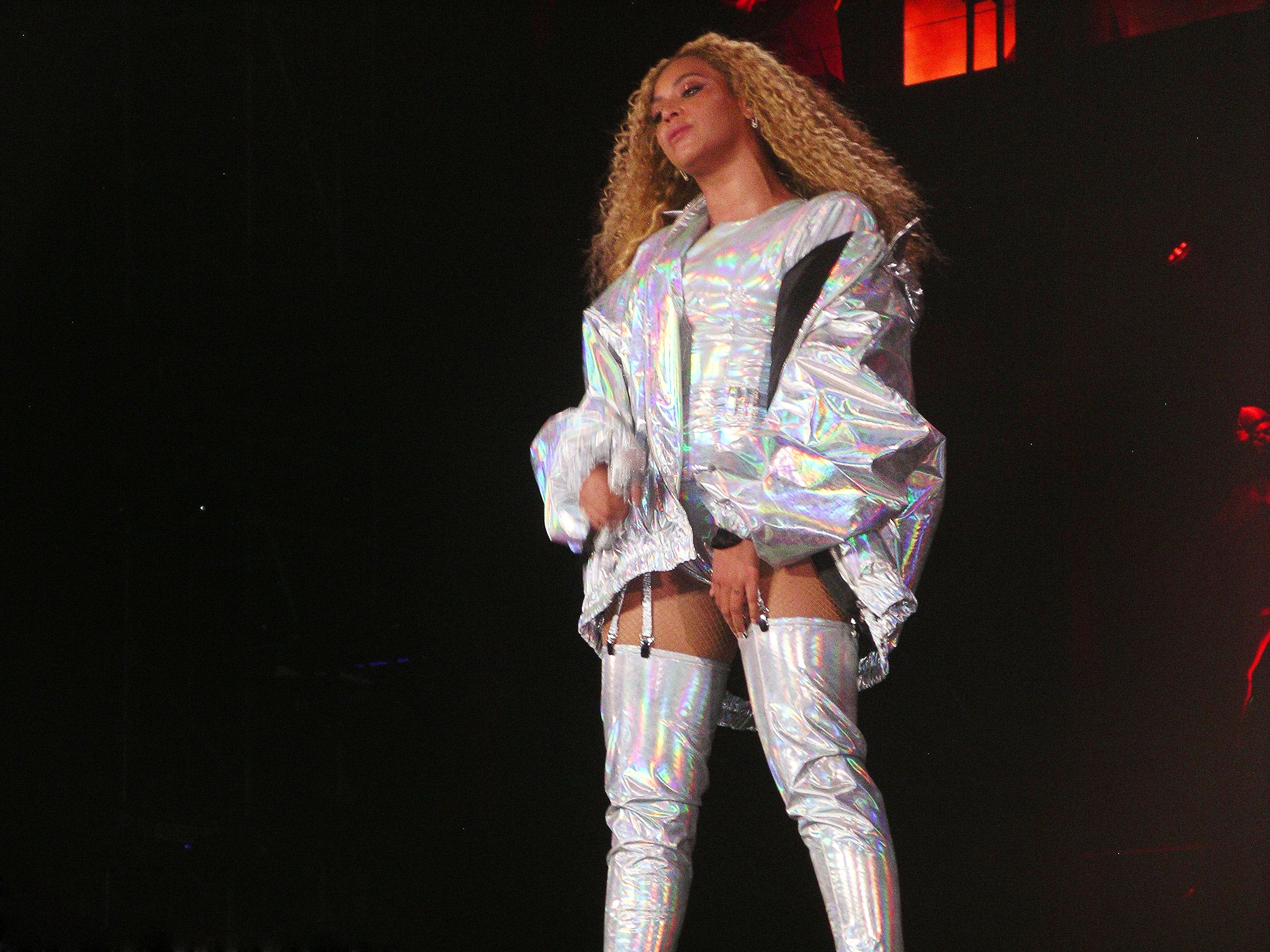
Beyoncé, grote winnaar, won haar 28ste Grammy. Geen enkele soloartiest won ooit meer Grammy's

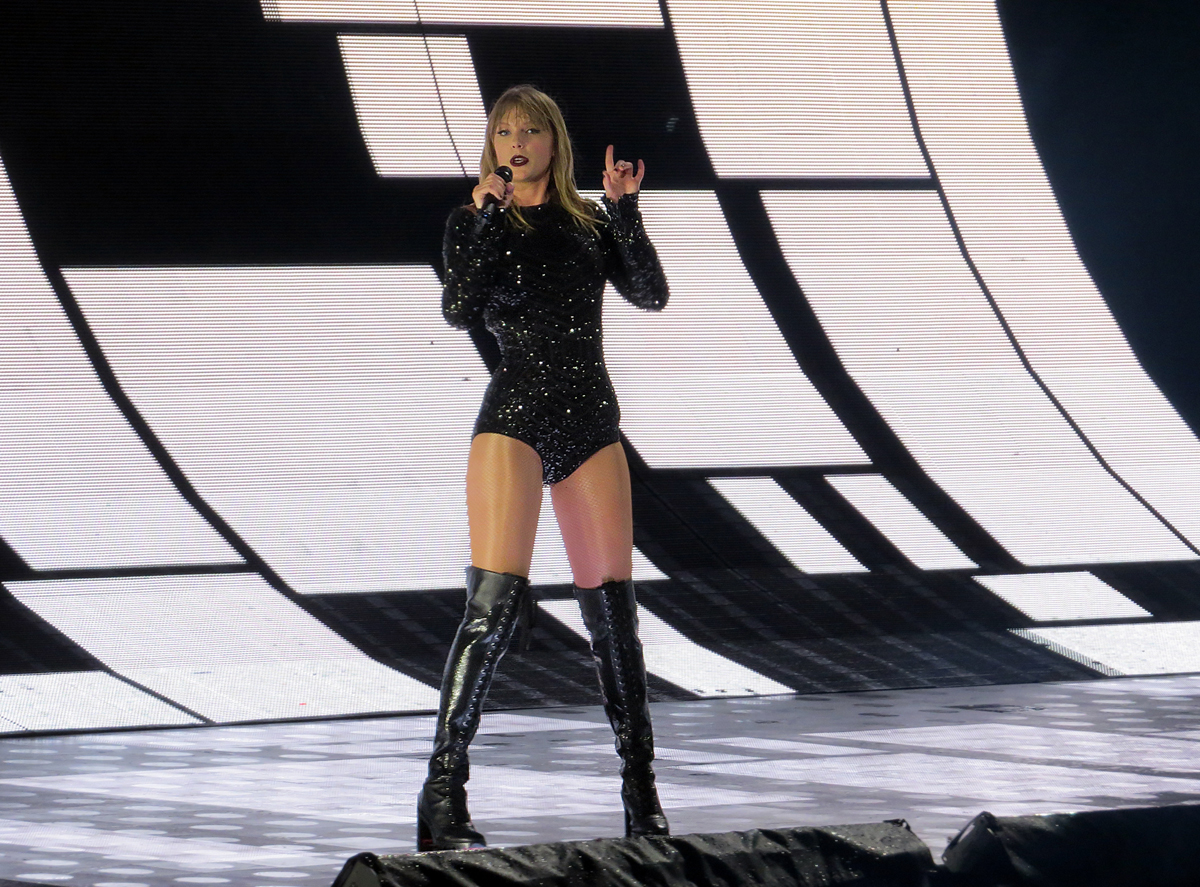
Taylor Swift, is de eerste vrouwelijke artiest ooit die drie keer wint in de categorie ‘Beste Album’. Ze won eerder al met Fearless in 2010, en de plaat 1989 in 2015.

De uitreiking van de 63e Grammy Awards vond plaats op 14 maart 2021 in het Staples Center in Los Angeles. De show werd gepresenteerd door Trevor Noah en werd gedaan zonder publiek vanwege de coronapandemie. De ceremonie werd live uitgezonden door tv-zender CBS en op online platforms. De "Premiere Ceremony", die vooraf ging aan de tv-uitzending en waarin het merendeel van de wat minder belangrijk geachte Grammy's werden uitgereikt, werd uitsluitend online uitgezonden.
Om in aanmerking te komen voor een Grammy Award bij deze ceremonie moesten platen en nummers uitgebracht zijn tussen 1 september 2019 en 31 augustus 2020.

## Achtergrond
De uitreiking van de 63e Grammy Awards stond aanvankelijk gepland voor 31 januari 2021. Vanwege de coronapandemie besloot de organiserende Recording Academy echter de show uit te stellen naar zondag 14 maart.
Vooraf was er ophef over het feit dat een van de grootste hits van 2020, Blinding Lights van The Weeknd, geen enkele nominatie had ontvangen. Ook zijn andere tracks werden niet genomineerd. Voor The Weeknd was dit aanleiding om vraagtekens te zetten bij de stemprocedure voor de Grammy's. "Ik blijf weg bij de Grammy Awards totdat de organisatie de 'geheime comités' die de nominaties bepalen, heeft opgeheven," zei hij in januari 2021. Verder had hij zijn platenlabel verboden om zijn muziek in te sturen voor een Grammy nominatie totdat de procedures zouden zijn bijgesteld. In mei 2021 maakte de Grammy-organisatie bekend grotendeels aan de wensen van The Weeknd (ook uitgesproken door veel andere artiesten) tegemoet te komen.

## Verloop
Met name vrouwelijke artiesten deden het goed bij deze uitreiking. Zo werden alle prijzen in de hoofdcategorieën gewonnen door vrouwelijke artiesten. Taylor Swift won de prijs voor het beste album voor folklore. Het was de derde keer dat ze deze prijs won en is daarmee de eerste vrouw die dit drie keer is gelukt. Daarnaast won Beyoncé vier Grammy Awards, namelijk de prijs voor de beste videoclip voor "Brown Skin Girl", de prijs voor het beste rapnummer en de beste uitvoering van een rapnummer voor "Savage" met Megan Thee Stallion, en de prijs voor de beste uitvoering van een R&B nummer voor "Black Parade". Daarmee versloeg Beyoncé Alison Krauss als de vrouw met de meeste Grammy's; Beyoncé heeft er nu 28 en Alison. Ook werd ze daardoor de meest bekroonde soloartiest. Billie Eilish won voor de tweede keer op rij de Record of the Year-categorie en Megan Thee Stallion won de prijs voor Best New Artist.
Beyoncé's vier Grammy's waren de meeste van allemaal.  Zij werd gevolgd door Megan Thee Stallion en de producer van klassieke muziek David Frost met elk drie. Twee Grammy's waren er voor zangeressen Fiona Apple, Billie Eilish en H.E.R., jazz-musicus Chick Corea, producer/componist Finneas O'Connell (Billie Eilish' broer), technici Serban Ghenea en Randy Merrill, blueszanger John Prine, componist Maria Schneider en dj/producer Kaytranada. De artiest met de meeste nominaties die uiteindelijk géén Grammy won, is Roddy Rich. Hij was zes keer genomineerd.
Postume Grammy's waren er voor Chick Corea, John Prine en Toots Hibbert van Toots & the Maytals. De oudste winnaar was blueszanger Bobby Rush (87) en de jongste Blue Ivy Carter, de 9-jarige dochter van Beyoncé en Jay-Z. Zij won een Grammy voor haar credit op de muzikvideo van Brown Skin Girl, dat de Grammy voor beste muziekvideo won. Blue Ivy was niet de jongste winnares ooit, dat was Leah Peasall van The Peasall Sisters die in 2002 meededen aan de winnende soundtrack van de film O Brother, Where Art Thou?. Leah was toen 8 jaar.
De 'grootverdieners' dit jaar waren Jay Z (23e Grammy), Vince Gill (22e), Kanye West (22e), David Frost (19e), Michael Tilson Thomas (12e), Linda Ronstadt (11e) en Taylor Swift (11e). Voor Ronstadt (winnares in de categorie Beste Muziekfilm) was het haar eerste overwinning sinds 2000; haar eerste Grammy won ze al in 1977. Andere artiesten die lang moesten wachten op een Grammy waren Fiona Apple (haar eerste overwinning in 23 jaar), Me'shell Ndegeocello (haar eerste Grammy na 10 nominaties) en rapper Nas (zijn eerste Grammy na 13 nominaties).
De Britse zanger/multi-instrumentalist Jacob Collier won zijn vijfde Grammy Award met He Won't Hold You. Daarmee is hij de eerste Britse artiest die met nummers van zijn eerste vier albums minimaal één Grammy won; zelfs landgenoten als The Beatles, Elton John of The Rolling Stones konden dat niet evenaren.

## Ontvangst
Het aantal tv-kijkers in de VS was dramatisch laag: ongeveer 9 miljoen, het laagst sinds de Grammy's live op prime-time uitgezonden werden in de jaren '70.

## Winnaars

### Algemeen
- Record of the Year
  - "Everything I Wanted" – Billie Eilish  (Finneas O'Connell, producer; Rob Kinelski & O'Connell, technici/mixers; John Greenham, mastering engineer)
- Album of the Year
  - "Folklore" - Taylor Swift (Jack Antonoff, Aaron Dessner & Taylor Swift, producers; Jack Antonoff, Aaron Dessner, Serban Ghenea, John Hanes, Jonathan Low & Laura Sisk, technici/mixers; Aaron Dessner & Taylor Swift, componisten; Randy Merrill, mastering engineer - voor allen geldt dat ze aan minimaal 33% van de speeltijd van het album moeten hebben meegewerkt om in aanmerking te komen voor een Grammy)
- Song of the Year
  - H.E.R. (Gabriella Wilson), Dernst Emile II & Tiara Thomas (componisten) voor I Can't Breathe, uitvoerende: H.E.R.
- Best New Artist
  - Megan Thee Stallion

### Pop
- Best Pop Solo Performance
  - "Watermelon Sugar" - Harry Styles
- Best Pop Duo/Group Performance 
  - "Rain on Me" - Lady Gaga & Ariana Grande
- Best Traditional Pop Vocal Album
  - "American Standard" - James Taylor
- Best Pop Vocal Album
  - Future Nostalgia - Dua Lipa

### Dance/Electronic
- Best Dance Recording
  - "10%" - Kaytranada ft. Kali Uchis (Kaytranada, producer; Neal H. Pogue, mixer)
- Best Dance/Electronic Album
  - Bubba - Kaytranada

### Contemporary instrumental music
- Best Contemporary Instrumental Album
  - Live at the Royal Albert Hall – Snarky Puppy

### Rock
- Best Rock Performance
  - "Shameika" - Fiona Apple
- Best Metal Performance
  - "Bum-Rush" - Body Count
- Best Rock Song
  - Brittany Howard (componist) voor Stay High, uitvoerende: Brittany Howard
- Best Rock Album
  - The New Abnormal - The Strokes

### Alternative
- Best Alternative Music Album
  - Fetch the Bolt Cutters - Fiona Apple

### R&B
- Best R&B Performance
  - "Black Parade" - Beyoncé
- Best Traditional R&B Performance
  - "Anything for You" – Ledisi
- Best R&B Song
  - Robert Glasper, H.E.R. (Gabriella Wilson) & Meshell Ndegeocello (componisten) voor Better Than I Imagined, uitvoerenden: Robert Glasper ft. H.E.R. & Meshell Ndegeochello
- Best Progressive R&B Album
  - It is What It Is - Thundercat
- Best R&B Album
  - Bigger Love - John Legend

### Rap
- Best Rap Performance
  - "Savage" - Megan Thee Stallion ft. Beyoncé
- Best Melodic Rap Performance
  - "Lockdown" - Anderson Paak
- Best Rap Song
  - Beyoncé, Shawn Carter, Brittany Hazzard, Derrick Milano, Terius Nash, Megan Thee Stallion, Bobby Session Jr., Jordan Kyle, Lanier Thorpe & Anthony White (componisten) voor Savage, uitvoerenden: Megan Thee Stallion ft. Beyoncé
- Best Rap Album
  - King's Disease -  Nas

### Country
- Best Country Solo Performance
  - "When My Amy Prays" - Vince Gill
- Best Country Duo Performance
  - "10.000 Hours" - Dan+Shay ft. Justin Bieber
- Best Country Song
  - Brandi Carlile, Natalie Hemby & Lori McKenna (componisten) voor Crowded Table, uitvoerenden: The Highwomen
- Best Country Album
  - Wildcard - Miranda Lambert

### New Age
- Best New Age Album
  - More Guitar Stories – Jim "Kimo" West

### Jazz
- Best Improvised Jazz Solo
  - "All Blues" – Chick Corea
- Best Jazz Vocal Album
  - Secrets are the Best Stories – Kurt Elling ft. Danilo Pérez
- Best Jazz Instrumental Album
  - Trilogy 2 – Chick Corea, Christian McBride & Brian Blade
- Best Large Jazz Ensemble Album
  - Data Lords – Maria Schneider Orchestra
- Best Latin Jazz Album
  - Four Questions – Arturo O'Farrill & The Afro Latin Jazz Orchestra

### Gospel/Contemporary Christian Music
- Best Gospel Performance/Song
  - Movin' On - Jonathan McReynolds & Mali Music (uitvoerenden); Darryl L. Howell, Jonathan McReynolds, Kortney Jamaal Pollard & Terrell Demetrius Wilson (componisten)
- Best Contemporary Christian Music Performance/Song
  - There Was Jesus - Zach Williams & Dolly Parton (uitvoerenden); Casey Beathard, Jonathan Smith & Zach Williams (componisten)
- Best Gospel Album
  - Gospel According To PJ - PJ Morton
- Best Contemporary Christian Music Album
  - Jesus Is King - Kanye West
- Best Roots Gospel Album
  - Celebratin Fisk! (150th Anniversary Album) - The Fisk Jubilee Singers

### Latin
- Best Latin Pop Album
  - YHLQMDLG - Bad Bunny
- Best Latin Rock or Alternative Album
  - La Conquista del Espacio – Fito Páez
- Best Regional Mexican Music Album (Including Tejano)
  - Un Canto por México, Vol. 1 – Natalia Lafourcade
- Best Tropical Latin Album
  - 40 - Grupo Niche

### American Roots Music
- Best American Roots Performance
  - "I Remember Everything" – John Prine
- Best American Roots Song
  - John Prine & Pat McLaughlin (componisten) voor I Remember Everything, uitvoerende: John Prine
- Best Americana Album
  - World on the Ground – Sarah Jarosz
- Best Bluegrass Album
  - Home - Billy Strings
- Best Traditional Blues Album
  - Rawer than Raw – Bobby Rush
- Best Contemporary Blues Album
  - Have You Lost Your Mind Yet? – Fantastic Negrito
- Best Folk Album
  - All the Good Times – Gillian Welch & David Rawlings
- Best Regional Roots Music Album
  - Atmosphere – New Orleans Nightcrawlers

### Reggae
- Best Reggae Album
  - Got to Be Tough – Toots & the Maytals

### Global Music
- Best Global Music Album
  - Twice as Tall – Burna Boy

### Kinderrepertoire
- Best Children's Music Album
  - All The Ladies - Joanie Leeds

### Gesproken Woord
- Best Spoken Word Album
  - Blowout: Corrupted Democracy, Rogue State Russia, and the Richest, Most Destructive Industry on Earth - Rachel Maddow

### Comedy
- Best Comedy Album
  - Black Mitzvah - Tiffany Hadish

### Musical
- Jagged Little Pill - Kathryn Gallagher, Celia Rose Gooding, Lauren Patten & Elizabeth Stanley (solisten); Neal Avron, Pete Ganbarg, Tom Kitt, Michael Parker, Craig Rosen & Vivek J. Tiwary (producers) (niet genomineerd/onderscheiden: Glen Ballard (producer); Alanis Morissette (componist/tekstschrijver)

### Productie & techniek
- Best Engineered Album, Non-Classical
  - Drew Brown, Julian Burg, Andrew Coleman, Paul Epworth, Shawn Everett, Serban Ghenea, David Greenbaum, John Hanes, Beck Hansen, Jaycen Joshua, Greg Kurstin, Mike Larson, Cole M.G.N., Alex Pasco & Matt Wiggins (technici); Randy Merrill (mastering engineer) voor Hyperspace, uitvoerende: Beck
- Producer of the Year, Non-Classical
  - Andrew Watt
- Best Remixed Recording
  - Imanbek Zeikenov (remixer) voor Roses (Imanbek Remix), uitvoerende: SAINt JHN
- Best Immersive Audio Album
  - Toekenning uitgesteld tot 2022 omdat de jury van dit onderdeel niet bij elkaar kon komen i.v.m. de corona-maatregelen
- Best Engineered Album, Classical
  - David Frost & Charlie Post (technici); Silas Brown (mastering engineer) voor Shostakovich: Symphony No. 13 'Babi Yar', uitvoerenden:Chicago Symphony Orchestra o.l.v. Riccardo Muti
- Producer of the Year, Classical
  - David Frost

### Compositie & Arrangementen
- Best Instrumental Composition
  - Maria Schneider voor Sputnik, uitvoerende: Maria Schneider
- Best Arrangement, Instrumental or A Cappella
  - John Beasley (arrangeur) voor Donna Lee, uitvoerende; John Beasley
- Best Arrangement, Instruments and Vocals
  - Jacob Collier (arrangeur) voor He Won't Hold You, uitvoerenden: Jacob Collier ft. Rapsody

### Hoezen
- Best Recording Package
  - Doug Cunnigham & Jason Noto (ontwerpers) voor Vols. 11 & 12, uitvoerenden: The Desert Sessions
- Best Boxed or Special Limited Edition Package
  - Lawrence Azerrad & Jeff Tweedy (ontwerpers) voor Ode To Joy, uitvoerende: Wilco
- Best Album Notes
  - Bob Mehr (schrijver) voor Dead Man's Pop, uitvoerende: The Replacements

### Historisch
- Best Historical Album
  - Lee Lodyga & Cheryl Pawelski (producers) & Michael Graves (mastering engineers) voor It's Such A Good Feeling: The Best of Mister Rogers, uitvoerende: Mister Rogers

### Klassieke muziek
Medewerkenden die niet in aanmerking kwamen voor een Grammy (b.v. begeleidende orkesten, solisten, etc.) staan in kleine letters tussen haakjes vermeld.
- Best Orchestral Performance
  - "Ives: Complete Symphonies" - Gustavo Dudamel, dirigent; Los Angeles Philharmonic, orkest
- Best Opera Recording
  - "Gershwin: Porgy and Bess" - David Robertson (dirigent); Frederick Ballentine, Angel Blue, Denyce Graves, Latonia Moore  & Eric Owens (solisten); David Frost (producer) (Metropolitan Opera Orchestra & Chorus)
- Best Choral Performance
  - "Danielpour: The Passion of Yessuah" - JoAnn Falletta (dirigent); James K. Bass & Adam Luebke (koorleiders); Buffalo Philharmonic Chorus & UCLA Chamber Singers (koren) (James K. Bass, J'Nai Bridges, Timothy Fallon, Kenneth Overton, Hila Plitmann & Matthew Worth, solisten; Buffalo Philharmonic Orchestra, orkest)
- Best Chamber Music/Small Ensemble Performance
  - "Contemporary Voices" – Pacifica Quartet
- Best Classical Instrumental Solo
  - "Theofanidis: Concerto for Viola and Chamber Orchestra" - Richard O'Neill (solist); David Alan Miller (dirigent) (Albany Symphony, orkest)
- Best Classical Vocal Album
  - "Smyth: The Prison" - Sarah Brailey & Dashon Burton (solisten); James Blachly (dirigent) (Experiental Chorus & Orchestra, koor & orkest)
- Best Classical Compendium
  - "Thomas, M.T.: From the Diary of Anne Frank & Meditations on Rilke" - Isabel Leonard (solist); Michael Tilson Thomas (dirigent); Jack Vad (producer)
- Best Contemporary Classical Composition
  - "Rouse: Symphony No. 5" - Christopher Rouse (componist) (Giancarlo Guerrero & Nashville Symphony)

### Music for Visual Media (Soundtracks)
- Best Compilation Soundtrack for Visual Media
  - Taika Waititi (producer) voor Jojo Rabbit (diverse uitvoerenden)
- Best Score Soundtrack for Visual Media
  - Joker – Hildur Guðnadóttir, componist
- Best Song Written for Visual Media
  - Billie Eilish & Finneas O'Connell (componisten) voor No Time to Die, uitvoerende: Billie Eilish

### Video
- Best Music Video
  - "Brown Skin Girl" - Beyoncé ft. Wizkid & Blue Ivy (artiesten); Beyoncé & Jenn Nkiru (regisseurs); Astrid Edwards, Aya Kaida, Jean Mougin, Nathan Scherrer & Erinn Williams (producers)
- Best Music Film
  - Linda Ronstadt: The Sound of My Voice – Linda Ronstadt (artiest); Rob Epstein & Jeffrey Friedman (regisseurs); Michele Farinola & James Keach (producers)

## Nominaties
De nominaties in de 84 categorieën werden bekend gemaakt op dinsdag 24 november in Los Angeles. Beyoncé, Dua Lipa, Roddy Ricch en Taylor Swift ontvingen de meeste nominaties:
9 nominaties: Beyoncé
- Song of the Year: Black Parade
- Record of the Year: Black Parade
- Record of the Year: Savage (met Meghan Thee Stallion)
- Best R&B Performance: Black Parade
- Best R&B Song: Black Parade
- Best Rap Performance: Savage (met Meghan Thee Stallion)
- Best Rap Song: Savage
- Best Music Video: Brown Skin Girl
- Best Music Film: Black Is King

6 nominaties: Roddy Ricch
- Record of the Year: Rockstar (met DaBaby)
- Song of the Year: The Box
- Best Melodic Rap Performance: Rockstar (met DaBaby)
- Best Melodic Rap Performance: The Box
- Best Rap Song: The Box
- Best Rap Song: Rockstar

6 nominaties: Dua Lipa
- Record of the Year: Don't Start Now
- Album of the Year: Future Nostalgia
- Song of the Year: Don't Start Now
- Best Pop Solo Performance: Don't Start Now
- Best Pop Duo/Group Performance: Un Dia (One Day) (met J. Balvin, Bad Bunny & Tainy)
- Best Pop Vocal Album: Future Nostalgia

6 nominaties: Taylor Swift
- Album of the Year: Folklore
- Song of the Year: Cardigan
- Best Pop Solo Performance: Cardigan
- Best Pop Duo/Group Performance: Exile (met Bon Iver)
- Best Pop Vocal Album: Folklore
- Best Song Written for Visual Media: Beautiful Ghosts

5 nominaties: Brittany Howard
4 nominaties: Megan Thee Stallion, Billie Eilish, DaBaby, Phoebe Bridgers, Justin Bieber, John Beasley, David Frost
Met haar negen nominaties brengt Beyoncé haar totaal op 79 (inclusief dertien als lid van Destiny's Child), waarmee ze de meest genomineerde vrouw is in de Grammy-geschiedenis. Ze staat op gelijke hoogte met Paul McCartney (inclusief 41 als lid van The Beatles), maar beiden moeten Beyoncé's echtgenoot Jay-Z en producer Quincy Jones voor laten gaan met de meeste Grammy-nominaties, namelijk 80. Slechts twee keer eerder wist een vrouw méér nominaties voor één Grammy-uitreiking te halen, namelijk tien voor Lauryn Hill in 1999 en tien voor Beyoncé in 2010.
Opvallend zijn de categorieën Best Rock Performance en Best Country Album, die volledig gevuld zijn met vrouwen of bands die door een vrouw worden geleid. Het is voor het eerst dat dit gebeurt. Bovendien is in de categorie Best Country Solo Performance het nummer Black Like Me van de zwarte countryzangeres Mickey Guyton genomineerd - voor het eerst dat een zwarte zangeres in een country-categorie is genomineerd.

## Nederlandse nominaties
Het aantal Nederlandse nominaties was beperkt. In de categorie Best Classical Compendium was de Nederlandse mezzo-sopraan Christianne Stotijn genomineerd voor het album Adès Conducts Adès. In de categorie Best R&B Song was componist Vincent van den Ende genomineerd voor het nummer Do It van Chloe & Hally.
In de categorie Best Arrangement, Instruments and Vocals was een nummer van het Metropole Orkest opgenomen, maar het orkest komt niet in aanmerking voor een Grammy - het was namelijk een award voor de arrangeur(s) en niet voor de uitvoerenden. De arrangeurs van Asas Fechadas waren John Beasley (arrangeur en dirigent van het Metropole Orkest) en Maria Mendes.
Geen van deze nominaties werd omgezet in een Grammy Award.
Er waren dit jaar geen Belgische artiesten genomineerd.

## Wijzigingen
Zoals bijna elk jaar was er een klein aantal wijzigingen aangebracht in de reglementen. Deze zijn:
- De categorie Best Urban Contemporary Album is gewijzigd in Best Progressive R&B Album.
- De categorie Best Rap/Sung Performance heet nu Best Melodic Rap Performance.
- In de 'latin' categorieën zijn twee naamwijzigingen: Best Latin Pop Album wordt Best Latin Pop or Urban Album, en Best Latin Rock, Urban or Alternative Album wordt Best Latin Rock or Alternative Album (de 'urban' latin platen verhuizen dus van de laatste naar de eerste categorie).
- De categorie Best World Music Album wordt hernoemd in Best Global Music Album[10]
- Aan de Best Musical Theater categorie (voor beste musicals en dergelijke) is de regel toegevoegd dat er maximaal vier solisten een Grammy kunnen krijgen. Tot nu toe was dat aantal onbeperkt. Als het gaat om een ensemble-uitvoering zonder echte solisten, krijgen de leden van het ensemble onderling winnaarscertificaten uitgereikt.
- Om in aanmerking te komen voor een nominatie in de categorie Best New Artist gold tot nu toe een maximum aantal platen dat de artiest in kwestie had kunnen uitbrengen, maar die regel is opgeheven. De Recording Academy spreekt voortaan van "a breakthrough or prominence prior to the eligibility year", met andere woorden: was de artiest al op enige manier bekend voordat hij/zij definitief doorbrak? Een speciaal comité binnen de Academy moet deze vraag beantwoorden.